# 대한민국 형법 제85조
대한민국 형법 제85조는 형의 집행과 시효기간의 초일에 대한 형법총칙의 조문이다.

## 조문
제85조(형의 집행과 시효기간의 초일) 형의 집행과 시효기간의 초일은 시간을 계산함이 없이 1일로 산정한다.
第85條(刑의 執行과 時效期間의 初日) 刑의 執行과 時效期間의 初日은 時間을 計算함이 없이 1日로 算定한다.

## 참고 문헌
- 신이철, 형법총론, 경찰승진연구회, 2005. ISBN 9788988777886
- 조현욱, 형법총론강의, 진원사, 2008 ISBN 9788990904621
- 손동권, 형법총론, 栗谷出版社, 2011. ISBN 9788991830936